# 2008년
2008년은 화요일로 시작하는 윤년이다

## 사건

### 1월
- 1월 1일
  - 노무현 대통령은 집권 마지막으로 신년사에서 자신은 국민의 저력을 믿으며 새해가 국가적으로도 더 큰 발전을 이루는 한해가 되기를 기원한다고 밝혔고, 다음정부를 위해 남은기간 최선을 다하겠다고 밝혔다.
  - 슬로베니아가 포르투갈로부터 EU 의장국 지위를 넘겨받다.
  - 베네수엘라의 법정통화인 볼리바르화의 화폐 개혁이 실시되어, 1000 옛 볼리바르화대 1 신 볼리바르화의 비율로 화폐가치가 변경되었다.
  - 참여정부 마지막 해인 2008년 새해에 대한민국에서 호주제가 폐지되었다.
- 1월 2일 - 뉴욕상업거래소의 2008년 2월 인도분 서부 텍사스 중질유 가격 거래 도중 석유 거래 사상 처음으로 유가 100$(달러)를 돌파하다.
- 1월 3일
  - 노무현 대통령이 집권 마지막 신년 기자회견을 열었다.
  - (현지시각)- 미국 아이오와주에서 열린 2008년 미국 대통령 선거(제44대)를 위한 지역별 순회경선에서 버락 오바마(민주)와 마이크 허커비(공화)가 승리하다.
- 1월 4일 - 노무현 대통령은 경제계 신년 인사회에서 인수위원회의 정부부처 업무보고 행태를 강도 높게 비판하고 나섰다.
- 1월 7일 - 대한민국 이천 냉동창고에서 화재가 발생하여 40명이 사망하고 9명이 부상을 입었다.
- 1월 12일 - 중화민국에서 실시된 총선에서 중국 국민당이 민주진보당에게 압승하였다.
- 1월 13일 - 예정되었던 골든 글로브상 시상식이 미국 TV 작가들의 총파업으로 전면 취소되었고, 수상자 발표는 기자회견으로 대체되었다.
- 1월 14일
  - 수성 탐사선 메신저 (우주선)가 UTC 7시 4분 39초 (현지시각)으로 수성에 접근하는 데 성공하다.
  - 삼성 특검:특검 수사팀은 서울 이태원동에 위치한 이건희 회장의 개인 집무실 승지원을 전격 압수수색했다.
- 1월 15일 - 삼성 특검:특검 수사팀은 삼성 그룹 본관 내 이건희 회장의 집무실과 이학수 부회장 집무실, 재무팀, 법무팀 등 전략기획실 핵심 부서들 그리고 경기도 과천, 수원에 있는 전산센터, 이건희 회장 자택을 압수수색했다.
- 1월 17일 - 노무현 대통령이 정치적 표현의 자유를 침해당했다며, 선관위원장을 상대로 낸 헌법소원 심판청구가 기각됐다. 이에 노 대통령은 현직 대통령으로서는 처음으로 헌법소원을 제기했고, 결국 헌재는 대통령이 국가기관이긴 하지만 일반 국민으로서 기본권을 제약받는다면 헌법소원을 낼 수 있다고 밝혔다.
- 1월 18일 - 삼성 특검:특검 수사팀은 성영목 신라호텔 사장을 소환하여 조사하였다.
- 1월 19일 - 조지 W. 부시 미국 대통령이 140조 원이 넘는 세금의 환급을 통해서 소비와 투자를 살려보기 위해 한국시간 19일 새벽에 대대적인 경기 부양책을 발표했다.
- 삼성 특검:특검 수사팀은 김동식 전 삼성 SDI 독일법인 상무(현 제일기획 전무)와 자금 운용 담당 전 삼성증권 전무인 김상기(현 삼성벤처투자 사장)를 소환하여 조사하였다. 특검 수사팀은 홍석현 중앙일보 회장을 출국금지하였다.
- 1월 20일 - 삼성 특검:특검 수사팀은 윤형모 삼성화재해상보험 부사장과 이실 삼성전자 부사장 등 임원 2명을 참고인 자격으로 소환해 조사하였다.
- 1월 21일 - 삼성 특검:특검 수사팀은 미술품 수천점이 보관돼 있는 삼성 에버랜드 물품 창고에 대해 압수수색하였다.
- 1월 22일
  - 노무현 대통령은 이날 국무회의에서 인수위의 정부 조직 개편안을 토론에 부쳤다. 그리고, 작은 정부를 지향하는 대규모 부처 통폐합이 정부의 행정 서비스와 사회 통합 기능을 약화시킬 것이라고 국무위원들은 걱정했다. 또, 노 대통령은 정부 조직의 철학 자체가 송두리째 바뀌는 것인데도, 진행 절차가 심각하게 비민주적이고 졸속이라고 지적했다. 조직 개편 관련 법안 40여 개를 국회 행자위에서 일괄 처리하자는 한나라당의 주장도 국정운영원칙에 맞지 않는다고 비판했다. 따라서, 국회의 관련 상임위 안팎에서 충분히 토론되지 않는다면 법안들이 국회를 통과해도 거부권을 행사할 수 있다고 청와대는 경고했다.
  - 삼성 특검:삼성 에버랜드 물품 창고에 대한 압수수색을 계속 하였으나, 리히텐슈타인의 행복한 눈물은 발견하지 못하였다. 같은 날, 특검 수사팀은 이순동 삼성 전략기획실 사장과 이형도 삼성전기 부회장을 참고인으로 불러 조사하였다.
  - 17대 대선 후보 경제공화당 허경영 총재가 박근혜 전 한나라당 대표의 명예훼손 혐의를 비롯, 조지 부시 취임식에 한국 대표로 참여했다고도 주장하는 등의 선거법위반혐의로 검찰에 사전 구속영장을 받았다.
- 1월 23일
  - 삼성 특검:특검 수사팀은 김용철 변호사가 이건희 회장의 부인 홍라희씨가 회사 비자금으로 구입했다고 지목한 미술품 가운데 일부를 삼성 에버랜드 근처 창고를 압수수색하는 과정에서 찾았다고 밝혔다. 민주사회를 위한 변호사 모임과 참여연대는 "비자금 조성 의혹 등에 대한 검찰 및 특검 수사에 대비해 삼성그룹이 관련 증거를 조직적으로 인멸, 은닉했다"며 삼성그룹 전략기획실 및 삼성전자 경영지원총괄본부 임직원들을 서울지검에 고발했다.
  - 스위스 다보스에서 세계경제포럼이 개최되고, 이에 따른 반 세계화 시위도 같이 열렸다. (~1월 27일)
  - 경제공화당 허경영 총재가 공직선거법 위반 혐의로 검찰 측에서 사전 구속영장을 받은 다음 날 영등포구치소에 수감되었다.
- 1월 24일
  - 노무현 대통령은 이날 울산 보도연맹 사건 희생자 추모식'에 영상 메시지를 보내 "대통령으로서 국가를 대표해 당시 국가권력이 저지른 불법행위에 대해 진심으로 사과드린다"라고 밝혔다. 노 대통령은 또 "아직도 의혹이 있는 사건이 있다면 그 진실을 분명히 밝혀야 하고, 이미 밝혀진 일들에 대해서는 명예회복과 사과, 재발방지 대책 등, 후속조치들을 착실히 추진해 나가야 할 것"이라고 말했다.
  - 프랑스 제 2의 은행인 소시에테 제네랄사는 한 중개인의 사기를 동원한 선물투자로 49억 유로의 손실이 발생하였다고 발표하였다.
  - 대한민국의 인권운동가 성재기가 서울특별시 강남구 삼성동 142-3 엘지에클라트 B동 324호에서 남성연대를 설립하였다.
- 1월 25일
  - 삼성 특검:특검 수사팀은 새벽 3시 삼성화재 본사를 압수수색했다. 또한 서울 수유리, 수원의 삼성화재 전산센터와 과천의 그룹전산센터등 5곳에서도 압수수색을 동시에 진행하여 전산자료를 확보하였다. 특검 수사팀은 삼성 일가를 대리해 고가 미술품을 샀다는 의혹을 받고 있는 홍송원 서미 갤러리 대표를 소환조사하였다.
  - 이탈리아 수상 로마노 프로디가 이탈리아 상원의 신임투표에서 신임 156표 대 불신임 161표, 5표차이로 패배하여 사직하다.
- 1월 26일 - 삼성 특검:특검 수사님은 제일모직 원종운 전무 등 그룹 내 간부급 인사 3명을 참고인 자격으로 소환하여 조사하였고, 이번 사건의 수사 단서를 제공한 김용철 변호사도 참고인으로 불러 조사했다.
- 1월 27일
  - 노무현 대통령은 한승수 지명자 에대한 발표를 하였다 레이건 전 미국 대통령 묘지 안장과 조지 W 부시 미국 대통령은 노무현 대통령 이명박 당선자께 표의를 전했다 조지 워커 부시 미국 대통령은 대국민 담화를 발표했다 전두환 전 대통령은 민주정의당 한나라당 대표직을 총재직을 되돌려놓으라고 했다
- 1월 28일
  - 노무현 대통령은 대국민 담화를 발표해 정부조직 개편안에 대해 거부권 행사를 할 수 있다는 발언을 했다.
  - 삼성 특검:특검 수사팀은 삼성탈레스 박태진 사장과 장병조 삼성전자 부사장 등 계열사 임원 4명을 참고인 자격으로 소환 조사했다.
- 1월 29일 - 조지 W. 부시 미국 대통령이 마지막 국정연설을 발표했다.
- 1월 30일 - 삼성 특검:특검 수사팀의 윤정석 특검보는 삼성측의 증거 훼손과 소환 불응 등 수사에 지장을 주는 행태를 공개적으로 비판했다. 증거 인멸에 대한 구속수사는 전혀 이루어지지 않았다. 또한 특검의 한 관계자는 삼성전자 황창규 사장에 대해 소환을 통보했으나 해외 업체와 계약 관련 미팅을 이유로 불응하였다고 말하였다.
- 1월 31일 - 미국 연방준비제도 이사회가 경기부양책으로 연방기금금리를 0.50%포인트 하향 조정해 3.0%로 운용키로 하다.

### 2월
- 2월 2일 - 삼성 특검:특검 수사팀은 2일 오후 배종렬 전 삼성물산 사장과 주웅식 에스원 전무, 김승언 삼성화재 전무 등 전·현직 임원 3명을 참고인 신분으로 소환해 조사했다.
- 2월 3일
  - 콩고 민주 공화국과 르완다에서 차례로 6.0, 5.0의 지진이 발생해 적어도 39명이 사망하고 400여명이 부상을 당하다.
  - 세르비아 대통령 선거에서 보리스 타디치 후보가 약 51%의 득표율을 기록, 47%의 니콜리치 후보를 꺾고 대통령에 재선하였다.
- 2월 4일 -
  - 대한민국의 법학전문대학원으로 선정된 25개 대학이 예비인가 잠정안을 그대로 최종확정키로 했다.
  - 민주노동당 자주파 대의원들이 일명 "심상정 민노당 혁신안"을 부결시킨 것에 관련해 심상정 민주노동당 비대위원장이 사퇴했다.
  - WKBL은 김은경 선수에 대해 잔여경기 출장정지 및 벌금 300만원의 징계를 결정했다.
  - 미국에서 토네이도가 발생, 54명이 사망했다.
- 2월 5일 - 2008년 미국 대통령 선거: 민주당 경선에서 소위 슈퍼 화요일이라고 불리는 경선이 치러지다. 총 22개 주에서 이날 경선이 실시되었는데, 이 날 선거에서도 버락 오바마와 힐러리 클린턴 간의 승부를 내지 못하였다.
- 2월 8일 - 황해도에 사는 고기잡이 조선민주주의인민공화국 주민 22명이 서해에서 발견되어 곧바로 판문점을 통해 북송되었다. 그러나 고기잡이 항해라고 하기에는 이상한 점이 많아, 그 주민 22명은 탈북자일 가능성이 매우 크다. 이로 인해 의혹이 일파만파 퍼지고 있다.

- 2월 10일

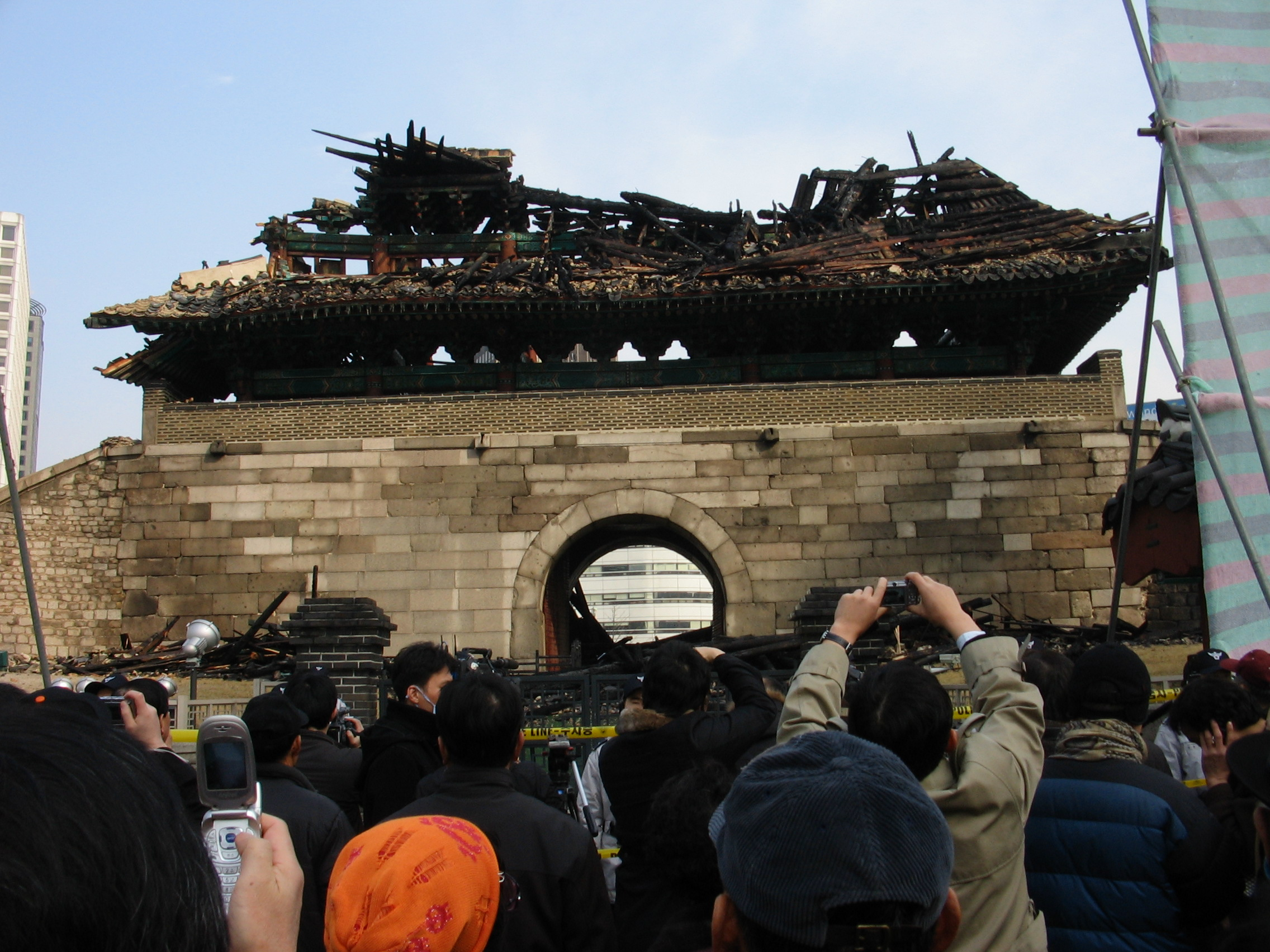
2008년 숭례문 방화 사건

  - 대한민국의 국보 1호 숭례문이 방화로 인해 2층 목조 건물이 전소되었다.
  - 스위스 취리히의 한 박물관에 무장강도들이 침입해 1억 8천 스위스 프랑(1억6천500만원) 상당의 세잔, 드가, 반 고흐, 모네의 작품들을 훔쳐 달아나다.
- 2월 11일 - 주제 라무즈 오르타 동티모르 대통령이 수도 딜리의 자택에서 반군의 알프레도 레이나도 소령의 총격으로 부상을 당하다. 케빈 러드 오스트레일리아 총리는 평화유지군 파병 의사를 밝혔다.
- 2월 12일
  - 노무현 대통령이 잘못 거둔 학교용지 부담금을 돌려주는 것을 골자로 하는 특별법에 대해서 거부권을 행사했고, 환급운동을 벌여왔던 시민단체와 정치권이 즉각 반발하고 나섰다.
  - 미국 미국 TV 작가들의 총 파업이 작가노조와 미국영화방송제작자연합 사이의 협상이 타결되고 작가노조가 협상결과에 대한 찬반투표를 함으로써 사실상 종료되었다.
  - 미국 대통령 선거 포토맥 프라이머리에서 민주당 대통령 예비 후보 버락 오바마 상원의원이 힐러리 클린턴 상원의원에게 메릴랜드주, 버지니아주, 워싱턴 D.C. 경선에서 모두 승리하다.
- 2월 13일 - 오스트레일리아 케빈 러드 연방총리는 자국 원주민 어보리진들에게 자행해온 차별정책들에 대하여 정부차원의 첫 공식 사과문을 발표하다.
- 2월 15일 - 체코 대통령 선거에 바츨라프 클라우스 현 체코 대통령이 재선에 성공했다.
- 2월 17일 - 코소보가 세르비아로부터 독립을 선언하다.
- 2월 18일 - 노무현대통령은 이날 오전 이명박당선인을 청와대로 초청해 한미FTA와 정부조직 개편안에 대하여 논의하였다.
- 2월 19일
  - 노무현 대통령이 참여 정부 마지막 국무회의를 열었다.
  - 파키스탄 총선에서 야당인 파키스탄 인민당(PPP)과 파키스탄무슬림리그(PML-N)가 무샤라프가 이끄는 파키스탄무슬림연맹(PML-Q)를 압승하였다.
  - 쿠바의 피델 카스트로가 국가평의회 의장직을 퇴임하다. (국가평의회 의장직은 대통령직에 해당됨.)
- 2월 21일
  - MBC에서 2월 21일부터 2월 23일까지 두 차례 동안 사상 최초로 현직 대통령인 노무현 대통령을 주제로 한 청와대 다큐인 청와대 사람들을 제작/방영 하였다.
  - 삼성 특검:경제개혁연대는 삼성물산이 카자흐스탄에서 운영했던 구리제련 업체인 카작무스 주식 저가 매각과 관련 회사에 손실을 끼친 회사 이사들의 배임 혐의와 비자금 조성 의혹에 대해서 삼성 특검팀에 공식수사를 요청했다.
  - 유럽과 아프리카, 미주 지역 하늘에서 개기 월식을 볼 수 있었다.
  - 이명박 당선인의 여러 의혹을 수사해 온 정호영 특별검사가 수사 결과를 발표하다. 이명박 당선인은 무혐의로 판명되었다.
  - 2월 5일부터 2월 12일까지 전 세계 33개국에서 실시한 '미국 민주당 전지구적 당원경선'(글로벌 프라이머리)의 개표결과, 버락 오바마가 압승(65.6%)하였다.
  - 터키군 1만명이 쿠르드 노동자당 세력 토벌을 구실로 쿠르드족이 거주하는 이라크 북부를 침공하다.
  - 새벽 5시에 정부중앙청사에서 화재가 발생하다.

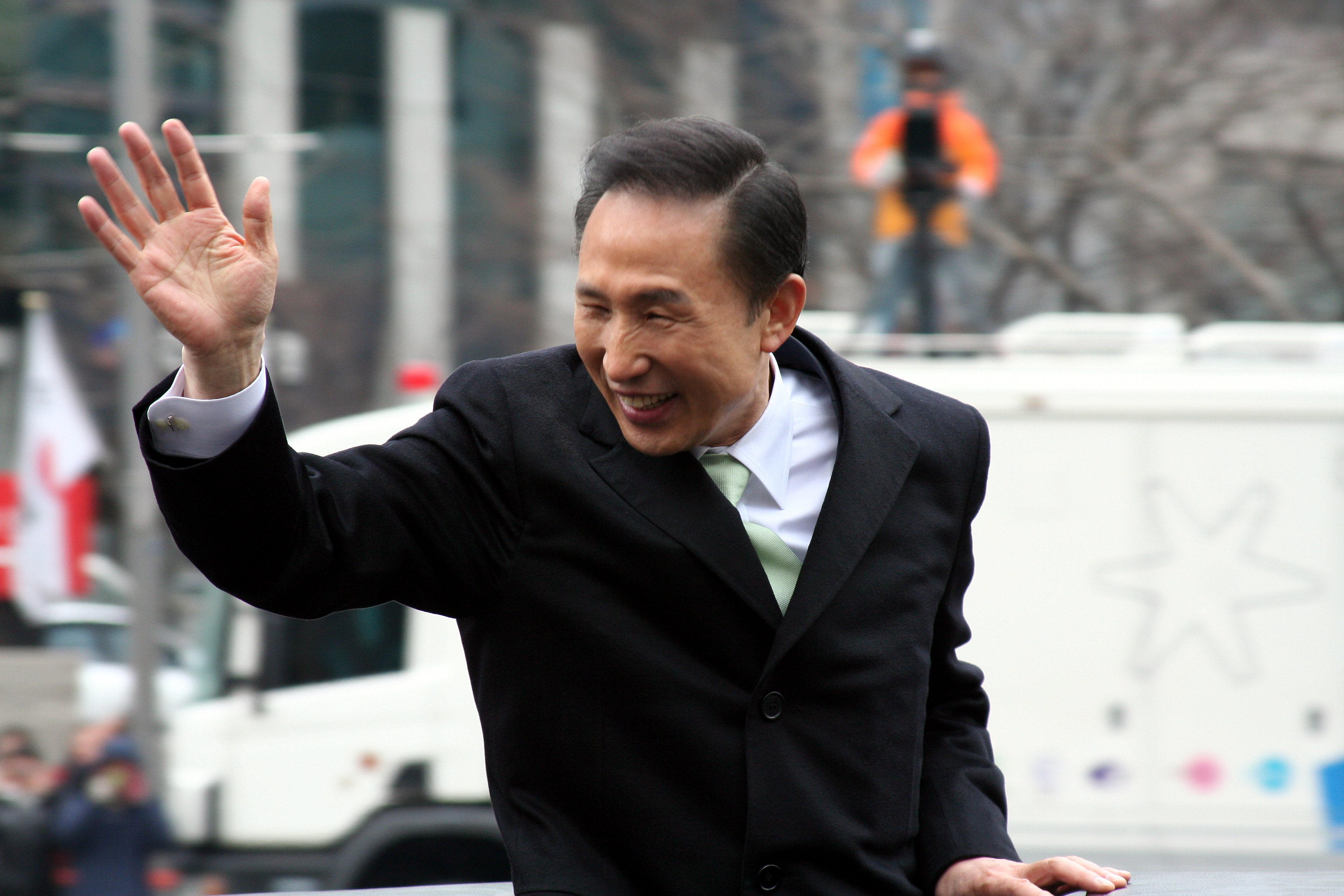
2008년 노무현 대통령 퇴임 및 이명박 대통령 취임

- 2월 22일 - 노무현 대통령은 청와대 출입기자단과 고별 오찬에서 지난 5년동안 언론은 물론 자신도 힘이 들었지만 스스로 선택한 길인만큼 견디고 갈 수 밖에 없었다고 말했다.
- 2월 24일 - 노무현 대통령은 임기 마지막날 현 정부의 전. 현직 장. 차관들을 모두 청와대로 초청해 고별만찬을 열었다.
- 2월 25일
  - 대한민국 노무현대통령이 2008년 2월 25일 0시 기준, 임기가 만료되어 그날 25일 10시 30분 청와대 직원들과 작별한 뒤 취임식에 참석하고 오후에 사상최초로 경남 김해 봉하마을로 퇴임(귀향)하였다. 그리고 저녁에 귀향사를 밝혔다.
  - 이명박이 노무현 대통령 후임으로 제 17대 대통령에 취임하여 대통령으로서의 임무를 시작하였다.
- 2월 27일
  - 1유로 대비 미국 달러 가치가 US$1.5044 대로 떨어지다.
  - 마이크로소프트에서 윈도우 서버 2008이 출시되다.
- 2월 28일 - 쿠데타로 축출됐던 탁신 친나왓 전 태국 총리가 귀국하다.
- 2월 29일
  - 한승수 국무총리가 총리임기를 시작하였고, 한덕수 국무총리는 임기가 완전히 종료되어 이날을 기해 참여정부 시대는 완전히 막을 내렸다.
  - 삼성 특검:김용철 변호사는 CBS 라디오에 출연해 "삼성은 비자금을 가지고 연예인 윤락까지 하는 사람들"이라고 주장하고, "구조본(지금 전략기획실)의 핵심, 사장단, 부사장단, 현재 사장단 이런 사람들이 아주 비싼 윤락을 했답디다. 연예인이나 대학생이나, 그게 검찰에 적발되고 수사도 받았는데..."라고 말하였다.
  - 2월 29일 - 문화체육관광부 발족.

### 3월
- 3월 2일
  - 아르메니아에서 대통령 선거 결과에 항의하는 시위대와 경찰이 충돌하여 시위 참가자 8명이 사망하다.
  - 러시아 대통령선거 결과, 드미트리 메드베데프가 제 3대 러시아 대통령으로 당선되었다.
- 3월 3일
  - 네팔에서 국제 연합 평화유지군 소속의 헬리콥터 1대가 추락하여 대한민국 육군 장교 1명을 포함한 요원 10여명이 사망하다.
  - 필리핀 카탄두안네스 주 판단 지방 동남동쪽으로 187km 떨어진 지점의 지하 33km에서 7.0의 지진이 발생하다.
  - 중화인민공화국에서 중국인민정치협상회의가 개막했다.
- 3월 4일 - 2008년 미국 대통령 선거 경선 (미니 슈퍼 화요일): 민주당의 힐러리 클린턴 상원의원은 오하이오주와 텍사스주, 로드아일랜드주에서 버락 오바마 상원의원은 버몬트주에서 각각 승리하였다. 한편, 공화당의 존 매케인 상원의원은 마이크 허커비 전 아칸소주지사에게 압승하면서 2008년 미국 대통령 선거의 공화당 후보로 확정되었다.
- 3월 5일
  - 삼성 특검:천주교 정의구현전국사제단은 서울 상계동 천주교 수락산성당에서 기자회견을 열고 청와대 이종찬 민정수석, 김성호 국정원장 내정자, 황영기 전 우리금융 회장도 삼성의 로비 대상이었다고 주장하였다.
  - 중화인민공화국의 제11기 전국인민대표대회 1차 회의가 개막했다.
- 3월 6일 - 무기 밀거래상 빅토르 부트가 함정수사 끝에 태국에서 검거되었다.
- 3월 7일
  - 도미니카공화국에서 열린 리우 그룹 회의에서, 콜롬비아와 에콰도르, 베네수엘라의 3개국 정상은 최근 발생한 무력 충돌 사태의 종식에 합의하였다.
  - 스페인 북부 바스크 지역에서 총선을 앞두고 전직 시의원이 총격을 받아 숨지는 사건이 발생하여 여당과 야당이 선거운동을 중단하였다.
- 3월 9일 - 스페인 총선에서 호세 루이스 로드리게스 사파테로 총리가 이끄는 사회노동당이 승리, 재집권에 성공하다.
- 3월 12일 - 삼성 특검:삼성그룹 경영권 불법승계 의혹을 받고 있는 이건희의 아들 이재용 삼성전자 전무가 특검에 출두하여 조사를 받았다. 김용철 변호사가 특검에 나와 밤 늦게까지 강도높은 조사를 받았으며 김 변호사는 중요기관에 로비를 담당한 삼성 임원 30명의 명단을 제출했다.
- 3월 13일 - 삼성 특검:이학수 부회장은 한남동 삼성특검에 변호인과 함께 출석해 피의자 신분으로 오후 2시에서 새벽 1시 30분까지 조사를 받았다. 특검 수사팀은 이재용 삼성전자 전무 등 e삼성 사건의 피고발인 28명 전원에 대해 증거가 불충분하다며 불기소 처분을 내렸다. 김용철 변호사는 MBC와의 전화 통화에서 "(김성호 국정원장 내정자가) "학수형에게 말하면 술값을 줄 것이라고 자신에게 말했었다"고 밝히고 "한 번에 건네진 돈은 5백만 원 정도"라고 말했다.
- 3월 14일- 이란 총선이 현지시각 오전 8시부터 이란 전역 4만5천여 투표소에서 시작되었다. 이란 내무부는 공식 개표 결과가 나오려면 수일이 걸린다고 밝혔다.
- 3월 15일
  - 삼성 특검:특검 수사팀은 전용배 삼성전략기획실 상무를 피의자 신분으로 소환하여 조사하였다.
  - 중화인민공화국 정부는 전날부터 티베트에서 일어난 시위로 최소한 10명이 사망한 것으로 확인되었다.
- 3월 17일
  - 달러 환율이 31.9원 폭등하여 2년만에 다시 1000원을 돌파하였다.
  - 이혜진양 살해 용의자 조 모씨가 우예슬양도 죽였다고 자백하였다. 하지만 시신을 찾지는 못하였다.
- 3월 19일 - 삼성 특검:특검 수사팀은 이학수 전략기획실 부회장을 네 번째 소환해 15시간에 걸친 조사를 벌였다. 특검 수사팀은 이건희 회장이 삼성 전·현직 임원 명의로 삼성생명 주식을 차명으로 보유해, 최소 9천억 원 대의 비자금을 운영한 사실을 확인했다.
- 3월 20일
  - 삼성 특검: 특검 수사팀은 20일 오후 로비 의혹과 관련해 김인주 전략기획실 사장을 재소환하여 조사하였다. 그리고 장충기 전략기획실 기획담당 부사장을 소환해 조사하였다. 삼성화재 권태명 상무보가 특검에 소환을 받아 삼성화재가 고객돈을 빼돌려 비자금 10억 원을 조성한 경위에 대하여 조사를 받았다. 이학수 부회장이 에버랜드 전환사채 발행과 이를 이재용 씨에게 배정하는 과정에 구조본이 조직적으로 개입했음을 인정했다.
  - 벨기에에서 벨기에 총선 이후 9개월 만에 새 연립정부가 출범하면서 새 총리로 이브 르테름이 지명되었다.
  - 미국에서 이라크 전쟁 개전 5주년을 맞아 미군의 즉각 철수와 전쟁 중단을 촉구하는 반전 시위가 열렸다.
- 3월 22일 - 중화민국의 총통 선거가 실시되었고, 국민당의 마잉주 후보가 압도적인 표차로 제15대 중화민국 총통에 선출되었다.
- 3월 24일
  - 코모로 연방정부의 아흐메드 압달라 모하메드 삼비 대통령은 연방정부에 반기를 든 앙주앙섬을 탈환하라고 군에 명령을 내렸다.
  - 부탄에서 입헌군주제를 도입하기 위하여 총선이 실시되었다.
- 3월 29일 - 세계자연보호기금(WWF)이 기획한 지구의 시간(Earth Hour) 행사가 전 세계 35개국 380여개 도시에서 실시되었다.

### 4월
- 4월 2일

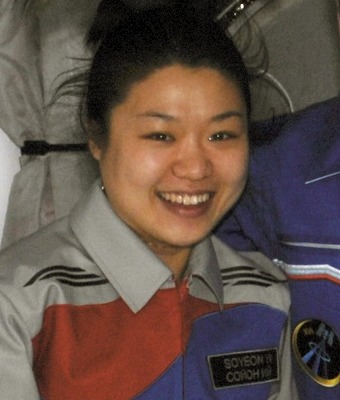
대한민국 최초의 우주비행사 이소연

  - 삼성 특검 : 이건희 삼성그룹 회장의 부인 홍라희가 삼성 특검에 출석해 조사받았다.

대한민국 혼성그룹 거북이의 리더 터틀맨이
심근경색으로 향년 38세의 나이에 사망하다.
- - 전라북도 방역당국은 김제시 용지면의 한 닭 사육농장에서 조류 인플루엔자(AI)로 의심되는 신고가 접수돼 정밀 역학조사를 벌이고 있다고 밝혔다.
- 4월 3일 - 2007년 12월 인천의 강화도에서 초병을 살해하고 군용무기를 탈취한 조영국 피고인에게 1심 군사법원이 사형을 선고했다.
- 4월 4일 - 삼성 특검 : 이건희 삼성그룹 회장이 삼성 특검에 출석해 조사받았다.
- 4월 7일 - 뉴질랜드와 중화인민공화국이 자유무역협정(FTA)을 체결했다.
- 4월 8일
  - 대한민국 최초의 우주비행사인 이소연이 탄 소유스 우주선 TMA-12가 오후 8시 16분 경(한국 시간) 카자흐스탄의 바이코누르 우주기지에서 발사되었다.
  - 삼성 특검 : 삼성 특검은 김인주 삼성그룹 전략기획실 사장이 삼성 에버랜드 전환사채 저가 배정 사건에 개입한 정황을 발견했다고 밝혔다.
  - 대한민국 국방부는 2002년 6월에 발생한 서해 교전의 공식 명칭을 제2연평해전으로 변경한다고 발표했다.
- 4월 9일 - 대한민국 제18대 국회의원 총선거가 실시되었다. 당시 자유한국당의 전신인 한나라당이 과반인 153석을 얻으면서 여대야소 국회를 형성하였다.
- 4월 10일 - 쿠바의 라울 카스트로 정부는 노동자들의 근로 의욕을 자극하기 위해 생산성과 월급을 연계하는 한편 임금상한제를 폐기하기로 했다.
- 4월 11일
  - 삼성 특검:이건희 삼성그룹 회장이 특검에 다시 소환되었다.
  - 대한민국 최초의 우주인인 이소연이 탄 우주선이 국제 우주정거장과 도킹에 성공하다.
  - 대한민국 대법원은 비자금을 조성 및 회삿돈 횡령 혐의로 기소된 정몽구 현대-기아 자동차 그룹 회장에 대한 상고심에서 집행유예 및 사회봉사명령을 선고한 원심을 깨고 사건을 서울고법으로 돌려보냈다.
  - 소말리아 인근 해역에서 해적들에 피랍됐던 프랑스의 호화 요트 승무원 30명이 모두 구출됐다.
  - 중화인민공화국 하이난섬 보아오에서 아시아 각국의 정치, 경제 지도자들이 참여하는 보아오 포럼이 개막되었다.
  - 유럽 최후의 봉건 제도 국가로 남아있던 채널 제도의 사크섬이 봉건 제도를 폐지하였다
- 4월 13일 - 오스트레일리아의 쿠엔틴 브라이스 퀸즐랜드주 총독이 현 연방 총독 마이클 제프리의 후임으로 지명되었다. 이로써 그녀는 오스트레일리아 역사상 최초의 여성 총독으로 임명되었다.
- 4월 14일 - 몽골의 할흐골에 대한민국 정부가 농업에 대한 지원 등을 무상 원조하는 대신 2700 km2(27만 ha)의 땅을 50~100년간 장기로 빌려 작물을 재배하여 식량을 생산할 계획이라고 밝혔다.
- 4월 17일 - 삼성 특검:삼성 관련 의혹 등을 수사해 온 조준웅 특별검사가 수사 결과를 발표했다.
- 4월 18일
  - 대한민국 한미 쇠고기 협상 타결.
  - 이명박 대통령 내외가 18일 오후(현지시각) 미 대통령 공식별장인 캠프 데이비드에 도착, 1박 2일간의 일정을 시작.
- 4월 19일 - 대한민국 최초의 우주인 이소연이 탑승한 소유즈호가 도킹을 해제하였으며 한국시각 5시 30분쯤 지구에 무사히 도착했다.
- 4월 20일 - 페르난도 루고가 이번 파라과이 대선에서 41%를 득표하여 파라과이의 대통령에 당선되었다.
- 4월 21일 - 참여정부 때였던 2008년 2월 중순에 대한민국 대통령 관저인 청와대의 전산망이 해킹당한 것이 뒤늦게 밝혀졌다.
- 4월 22일
  - 삼성 특검: 이학수 삼성그룹 부회장이 삼성 경영 쇄신안을 발표하였다.
  - 2008년 미국 대통령 선거: 펜실베이니아주 예비선거에서 민주당의 힐러리 클린턴과 공화당의 존 매케인 후보가 각각 승리하였다.
- 4월 26일 - 강원도 양구의 한 공원에서 산책하던 여고생을 아무 이유없이 살해한 일명 묻지마 살인이 발생하여 용의자 이창주(35세)가 검거되었다.
- 4월 27일
  - 하미드 카르자이 아프가니스탄 대통령이 수도 카불에서 열린 공식 행사에서 무장세력 탈레반의 공격을 받아 피신했다.
  - 부동산 투기 및 서류조작 의혹을 받아온 박미석 청와대 사회정책수석비서관이 이명박 대통령에게 사의를 표시한 것으로 알려졌다.
  - 2008년 베이징 올림픽 성화 봉송 행사를 치른 대한민국 서울 시내 곳곳에서 티베트 시위 무력 진압에 항의하는 시위가 잇따라 발생하고, 그 시위에 반대하는 중국인의 폭력 시위 사태가 발생했다.
- 4월 29일 - 민족문제연구소와 친일인명사전편찬위원회는 친일인명사전 수록 대상자 4776명의 명단을 공개했다.

### 5월

미국소 수입 협상 반대 촛불집회

- 5월 2일 - 대한민국 미국산 광우병 소고기 수입에 반대하는 촛불시위가 처음으로 열렸다.
- 5월 6일 - 바티칸 시국 스위스 근위대의 신병 선서식이 거행되었다.
- 5월 7일 - 드미트리 메드베데프가 러시아의 새 대통령 임기를 시작하다.
- 5월 12일 - 중화인민공화국 쓰촨성에서 진도 7.8의 대지진이 발생하였다.
- 5월 23일 - 국회 본회의에 상정된 정운천 대한민국 농림수산식품부 장관에 대한 해임 결의안이 부결됐다.
- 5월 27일
  - 대한민국과 중화인민공화국의 관계가 ‘전략적 협력 동반자 관계’로 격상되었다.
  - 암브로시오스 아리스토텔리스 조그라포스 주교가 한국 정교회 제2대 교구장으로 선출되었다.
- 5월 29일 - 대한민국 제17대 국회 임기 종료.
- 5월 30일 - 대한민국 제18대 국회 임기 시작.
- 5월 31일 - 대한민국 제주도 서북부 해안에 강도 4.2의 지진이 발생되었다.

### 6월
- 6월 10일 - 미국소 수입 반대 집회에서 경찰추산 10만, 주최측 추산 최대 50만명이 모였다.
- 6월 11일 - 수단에서 에어버스 A310 여객기가 추락하여 30여명이 사망하였다.
- 6월 12일 - 동년 5월 30일 대구광역시 달성군 자신의 집에서 납치된 허은정 어린이(11세)가 살해된 채 발견되었다. 
 목동야구장에서 한국프로야구 사상 최초로 무박 2일 경기가 펼쳐졌다.
- 6월 13일 - 대한민국 화물연대가 오전 0시를 기해 총 파업에 돌입한 뒤 1만 3000여대의 차량이 운행을 중단하며 집단 운송 거부에 나섰다.
- 6월 14일 - 일본 동북부에서 리히터 규모 7.2의 지진이 발생하다.
- 6월 17일 - 강화도 모녀 실종사건이 발생했다. 피해자들은 7월 1일 숨진 채 발견됐으며, 용의자들은 7월 11일 검거되었다.
- 6월 25일 - 대한민국 충청남도 교육감 선거에서 오제직이 당선되었다.

### 7월
- 7월 7일 - 대한민국의 이명박 대통령이 3개 부처의 장관을 교체하는 소폭 개각을 단행했다.
- 7월 11일 - 금강산 관광객 피격사건: 조선민주주의인민공화국의 금강산에서 대한민국 출신의 관광객인 박왕자가 조선인민군에 의해 피격되었다.
- 7월 19일 - 제7호 태풍 갈매기가 한반도에 영향을 주었다.
- 7월 20일 - 암브로시오스 아리스토텔리스 조그라포스 대주교가 한국 정교회 제2대 교구장으로 착좌했다.
- 7월 26일 - 인도 아마다바드에서 폭탄테러가 발생해 56명이 사망하였다.

### 8월
- 8월 2일 - 대한민국 전라남도 신안군 해상에서 유조선과 화물선이 충돌하다.
- 8월 4일 - 중화인민공화국 신장 위구르 자치구에서 자살폭탄테러가 일어나 16명이 숨지고, 16명이 부상 당했다.
- 8월 8일 - 조지아와 남오세티야 간의 영토 분쟁으로 남오세티아 편의 러시아는 전투용 비행기를 이용하여 조지아의 바지아니 공군 기지를 폭격하였다.
- 8월 9일 - 러시아와 조지아 간의 2008년 남오세티야 전쟁 발발.
- 8월 18일 - 페르베즈 무샤라프 파키스탄 대통령이 대통령직에서 사임하다.

### 9월
- 9월 2일 - 타이의 총리 싸막 쑨트라웻이 방콕에 계엄령을 선포.
- 9월 3일 - 대한민국의 잠실야구장 두산 베어스-한화 이글스와의 경기가 첫 18회말까지 가면서 무박 2일이 시작됨.
- 9월 10일
  - 삼성 특검: 이건희 전 삼성그룹 회장에게 징역 7년과 벌금 3천500억 원을 구형했다.
  - 유럽 입자 물리 연구소에서 거대 하드론 충돌기가 가동되었다.
- 9월 15일 - 리먼브라더스가 미국연방법원에 파산을 신청되었다.
- 9월 17일 - 국제천문연맹이 하우메아를 태양계의 소행성으로 분류함을 선포.
- 9월 23일 - 마카오 제우스호 조난 사고: 중화인민공화국 마카오 해상에서 대한민국 화물선 제우스호가 전복되고 한국인 8명이 실종되었다.
- 9월 29일 - 대한민국과 러시아 연방의 관계가 ‘전략적 협력 동반자 관계’로 격상되었다.
- 9월 30일 - 달러 환율이 2003년 이후 처음으로 1200원을 돌파하였다.

### 10월
- 10월 2일 - 대한민국의 탤런트 최진실이 서울 서초구의 잠원동 자택에서 숨진 채 발견되었다.
- 10월 7일 - 원달러 환율이 2002년 이후 처음으로 1300원을 돌파하였다.
- 10월 10일- 삼성 특검 이건희 전 삼성그룹 회장이 항소심에서 조세포탈 혐의에 대해서만 일부 유죄를 인정해 이 전 회장에게 징역 3년에 집행유예 5년, 벌금 1천100억원을 선고했다. '경영권 불법승계'에 대해서는 무죄판결됐다.
- 10월 20일 - 서울 논현동 고시원 방화 살인 사건으로 6명이 사망
- 10월 23일 - 달러환율이 1998년이후 처음으로 1400원을 돌파하였다.
- 10월 24일 - 대한민국 종합주가지수가 약10%포인트(110.96포인트) 폭락한 938을 기록
- 10월 28일 - 경상남도 창원시에서 람사르총회가 열림(~11월 4일)
- 10월 25일 - 지부티가 유엔의 중재가 없다면 에리트레아와 전쟁을 감행할 것이라고 밝혔다.

### 11월
- 11월 4일 - 미국 대통령 선거가 실시되었다.
- 11월 5일 - 미국 대통령 선거에서 민주당 소속의 버락 오바마 (Barack Obama) 가 공화당 소속 존 매케인 (John McCain)을 누르고 당선되었다.
- 11월 13일 - 미국 항공우주국(NASA)은 가시광선 관측을 통해 항성 HR 8799 주변에서 3개, 포말하우트 주변에서 1개의 외계 행성을 발견했다고 공식 발표하였다.
- 11월 24일 - 원/달러 환율이 1998년 3월이후 처음으로 1500원을 돌파하였다.
- 11월 26일 - 인도 뭄바이에서 11.26 연쇄 폭탄 테러가 발생하여 125명이 사망하고, 300여명이 부상을 입었다. 초호화 여객선으로 유명한 퀸엘리자베스2호가 40년 동안 항해를 하고 난뒤 두바이로 마지막 항해를 마친다.

### 12월
- 12월 3일 - 타이 헌법재판소가 '인민의 힘 당' 정당 해체 선언. 솜차이 웡사왓 태국 총리가 정치활동이 금지됨.
- 12월 5일 - 대한민국 이천 물류창고에서 화재가 발생하여 8명이 사망하고, 2명이 부상을 입었다.
- 12월 6일 - 2008 그리스 반 정부 시위가 시작했다.
- 12월 14일 - 이라크를 방문해 기자회견 중이던 미국의 조지 W. 부시 대통령에게 알바그다디아 TV 소속의 문타다르 알자이디기자가 신발을 투척했다.
- 12월 15일 - 타이의 새 총리로 아피싯 웨차치와 민주당 총재가 선출 되었다.
- 12월 16일 - 대한민국의 민간 사이버 외교 사절단 반크가 2채널를 통해 자신들이 사이버 테러를 당했음을 밝혔다.
- 12월 17일 - 민주노동당 강기갑 대표에게 선거법위반혐의로 300만원의 벌금형이 구형되었다.
- 12월 19일
  - 미국 정부는 파산위기에 몰린 자동차 기업을 구제하기 위해 174억 달러를 지원하는 비상 대책안을 마련했다.
  - 대한민국 국회에서 한미 FTA 비준안 상정을 둘러싸고 극한 대치가 이어졌으며, 이 과정에서 몸싸움 등이 벌어졌다.
- 12월 20일 - 벨기에의 이브 르테름 총리와 내각의 총사퇴가 발표되었다.
- 12월 22일 - 기니의 란사나 콩테 대통령이 지병으로 사망하였으며, 그 직후 군사 쿠데타가 일어났다.
- 12월 24일 - 대한민국 국방부는 양심적 병역거부자의 대체복무제 도입 추진 방침을 바꾸어, “현재로선 시기상조”라며 수용 불가능하다고 밝혔다.
- 12월 26일
  - 대한민국 헌법재판소는 미국산 쇠고기의 수입위생조건 고시에 관한 헌법소원을 기각했다.
  - 대한민국의 전국언론노동조합은 정부 여당의 방송관계법 개정을 막기 위하여 언론 총파업에 들어갔다.
- 12월 27일 - 이스라엘이 팔레스타인과 가자지구 전역에 대한 대대적인 공습을 감행해서 최소 225명이 사망했다고 현지언론이 밝혔다.
- 12월 28일 - MBC가 방송장악을 규탄하는 시위 및 파업을 선언하였고 2009년 1월 8일까지 대부분 방송이 재방송으로 대체되었다.

## 문화
- 1월 1일 - 장항선이 군산선과 연결되면서 장항역(현 장항화물역)까지만 운행하던 무궁화호, 새마을호가 익산역까지 추가 연장 운행되었다.
- 1월 23일 - 진에어 설립
- 2월 1일
  - 마이크로소프트사는 야후에 446억 달러를 지급하는 조건으로 인수를 제안하였고 야후 측은 며칠 뒤 인수 제안을 거부하였다.
  - MBC TV에서 엄기영 앵커, MBC 뉴스데스크 마지막 방송. (두번째)
- 2월 16일 - 도시바가 블루레이 디스크에 밀려 HD-DVD 사업에서 철수할 방침이라고 발표했다.
- 2월 21일 - 참여정부 말기에 MBC에서 당시 현직 대통령인 노무현 대통령을 주제로 사상최초로 청와대 다큐인 청와대 사람들을 2월 21일과 2월 23일까지 두차례 제작 · 방영하였다.
- 2월 22일 - 대한민국의 2인조 여성 그룹 다비치가 데뷔하였다.
- 2월 25일 - 미국 로스앤젤레스에서 제80회 아카데미 시상식이 열렸다. 시상식 결과 영화 《노인을 위한 나라는 없다 (No Country for Old Men)》가 4개 부문의 아카데미상을 받았다.
- 2월 26일
  - 조선민주주의인민공화국의 동평양대극장에서 미국 뉴욕 필하모닉이 첫 평양 공연을 하였다.
  - 소니는 샤프와 LCD 공동생산을 하기로 결정하다.
- 2월 27일 - 윈도우 서버 2008이 출시되었다.
- 3월 7일 - 포브스는 ‘2008년 세계 억만장자’순위에서 워런 버핏이 1위에 선정됐다고 밝혔다.
- 3월 12일 - 미국 공군이 F-117A 나이트호크를 퇴역시키고 F-22 랩터와 F-35 라이트닝2 등 새로운 스텔스 기종 교체하기로 하였다.
- 3월 16일 - 2008 포뮬러 원 그랑프리 오스트레일리아 대회에서 루이스 해밀턴이 1위를 차지하였다.
- 3월 24일
  - 2008년 하계 올림픽의 성화가 그리스 여사제 분장을 한 배우 마리아 나포리오트에 의해 그리스 올림피아 헤라 신전 에서 채화되었다. 이 성화는 8월 8일 점화되기까지 모든 대륙을 봉송하기로 한다.
- 4월 1일
  - 소니는 일본의 이동통신사인 NTT도코모에 휴대전화 납품을 중단하면서 올해 안으로 일본 국내시장용 휴대전화의 개발과 생산을 중단할 방침이라고 밝혔다.
  - 순천향대학교 이순신연구소는 이순신 장군의 《난중일기》 중에서 지금까지 알려지지 않았던 32일치의 일기 내용이 새로 확인되었다고 밝혔다.
- 4월 8일
  -  대한민국 삼성건설이 건설하는 아랍에미리트에 있는 버즈 두바이가 630m로 착공 38개월 만에 세계 최고 인공 구조물 기록을 갱신하다.
  - 국제올림픽위원회 집행위원회 회의에서 2012년 하계 올림픽부터 국외 성화봉송의 폐지 문제를 논의할 예정이라고 AP 통신이 보도했다.
- 4월 11일 - 광주 도시철도 1호선이 완전 개통되었다. (상무 ~ 평동 구간)
- 4월 12일 - 일본 프로야구 한신 타이거즈의 외야수 가네모토 도모아키가 요코하마 베이스타스와의 원정경기에서 7회초 안타를 기록, 일본 프로야구 역사상 37번째로 2000개의 안타를 친 선수가 되었다.
- 4월 14일 - 메이저 리그 야구 내셔널 리그 소속 샌디에이고 파드리스의 투수 그레그 매덕스가 로스앤젤레스 다저스를 상대로 승리를 기록, 통산 349승에 성공하였다. 매덕스가 350승을 기록할 경우, 이는 메이저 리그 역사상 9번째에 해당된다.
- 4월 21일
  - 대한민국 제주특별자치도 서귀포시에 국가태풍센터가 개소하다.
  - 대한민국 광주광역시에서 광주원음방송이 개국했다.
  - F-117 나이트호크가 미국 공군에서 퇴역했다.
- 4월 23일
  - 장항선 온양온천역이 신역사로 이전함.
  - 미국 메이저 리그 야구의 애틀랜타 브레이브스 소속 투수 존 스몰츠가 메이저 리그 사상 16번째로 3000개의 탈삼진을 기록하였다.
  - MS사에서 윈도우 XP 서비스팩 3가 발표되었다.
- 4월 24일 - 미국 메이저 리그 야구의 내셔널 리그 구단 시카고 컵스가 샌프란시스코 자이언츠에 이어 메이저 리그 사상 2번째 10000승을 달성했다.
- 4월 26일 - 부산극동방송이 개국하였다.(주파수 FM 93.3MHz) (호출부호 및 출력 : HLQQ 1KW)
- 5월 14일 - 동대문운동장이 철거되었다.
- 5월 15일 - 대한민국 한겨레신문이 창간 20주년을 맞이하다.
- 5월 24일 - 유로비전 송 콘테스트 2008년 대회 결승전이 세르비아 베오그라드에서 개최되었으며, 〈Believe〉를 발표한 러시아 대표가 우승하였다.
- 5월 25일 - 대한민국의 아이돌그룹 SHINee가 데뷔하였다.
- 6월 7일~6월 29일 - 유로2008이 오스트리아와 스위스에서 공동으로 개최되었다.
- 6월 11일 ~ 6월 15일 - 경기도 화성시 전곡항과 안산시 탄도항에서 2008경기 국제 보트 쇼가 개최되었다.
- 6월 20일 - 12년간 무정차 통과역으로 방치됐던 서울 지하철 5호선 마곡역이 개통되었다.
- 6월 21일 - 윤봉길 의사 탄신 100주년.
- 6월 30일
  - 유로2008 대회에서 스페인이 독일을 꺾고 우승을 차지하였다.
  - 울산불교방송 7번째 개국.
- 7월 1일
  - 마창대교 개통.
  - SMB WORLD 개국.
- 7월 10일 ~ 7월 20일 - 호주 시드니에서 제23차 세계 청년 대회가 개최되었다.
- 7월 17일 - 제헌절 2008년부터 공휴일에서 제외

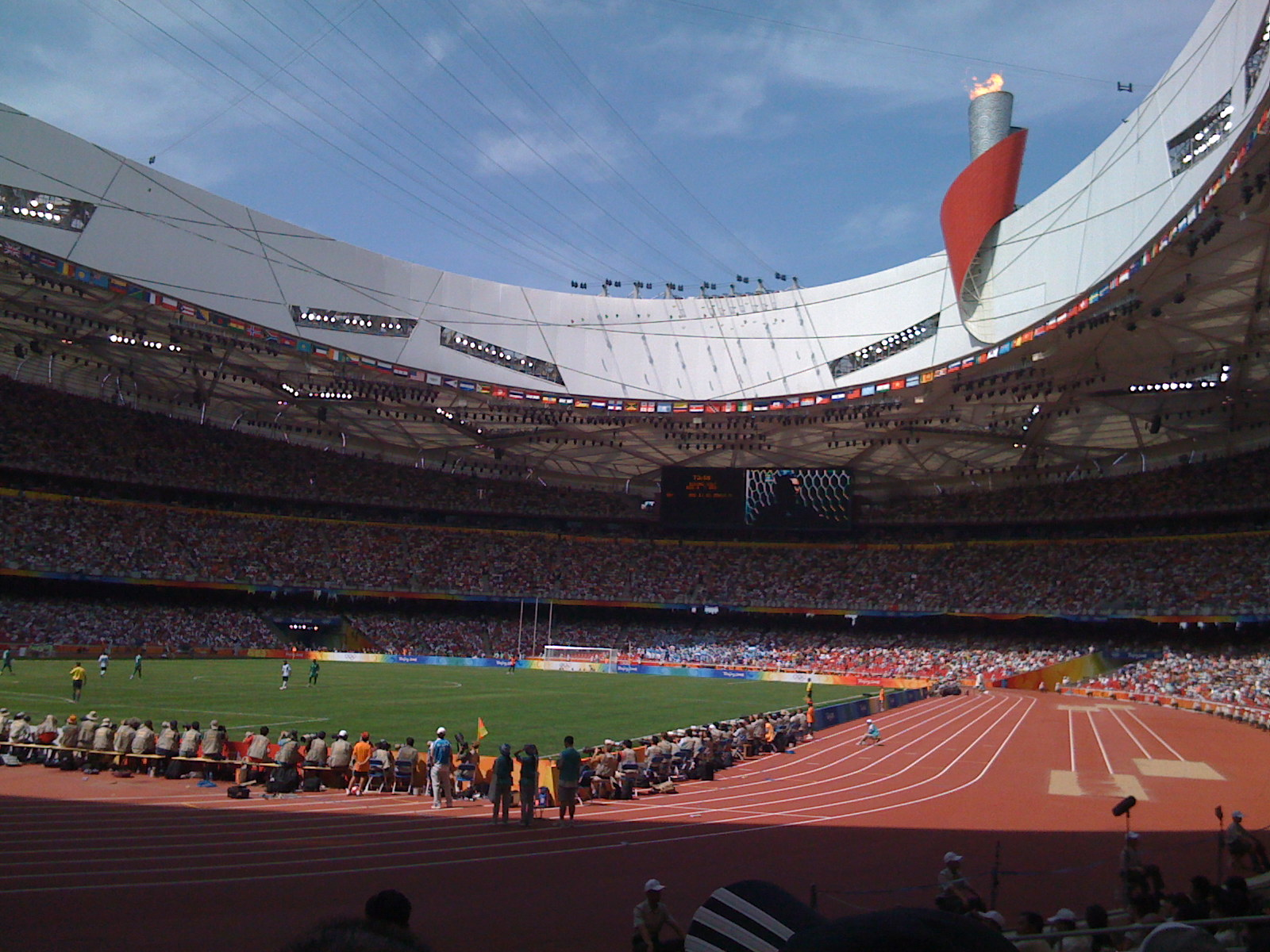
제29회 베이징 올림픽

- 8월 8일 ~ 8월 24일 -  중국 베이징시에서 제29회 베이징 올림픽이 개최되었다.
- 8월 15일 - 대한민국 정부 수립 60주년. (광복절)
- 8월 16일
  - 대한민국의 역도선수인 장미란이 인상 140kg, 용상 186kg으로 총 326kg을 들어올려 세계 신기록을 수립하였다.
  - 자메이카의 육상선수인 우사인 볼트가 베이징 올림픽의 육상 100M 종목에서 9.69로 9.7의 장벽을 깨며 세계 신기록을 달성하였다.
- 8월 17일 - 미국의 수영황제 마이클 펠프스가 베이징 올림픽에서 8관왕을 달성, 올림픽에서 최다 메달(금메달 14개, 동메달 2개)을 획득한 선수로 기록되었다.
- 8월 18일 - 스페인의 테니스 선수 라파엘 나달이 지난 4년간(237주) 세계 랭킹 1위를 지켜온 스위스의 로저 페더러를 제치고 세계 랭킹 1위로 올라서다.
- 8월 23일 - 대한민국 야구 대표팀이 올림픽에서 결승상대인 쿠바를 꺾고 3대2로 금메달을 따고 9전 전승을 거두어 금메달을 획득하였다. 이에 대한민국에서는 8월 23일을 '야구의 날'로 지정되었다.
- 8월 24일 - 대한민국에서 법학적성시험을 처음으로 실시했다.
- 8월 30일 - 로또 6/45가 300회를 맞이했다.
- 9월 4일 - 대한민국의 아이돌그룹 2PM이 데뷔하였다.
- 9월 6일 ~ 9월 17일 -  중국 베이징시에서 제29회 베이징 패럴림픽을 개최하였다.
- 9월 13일 - 일본에서 포켓몬스터 플라티나를 정식 발매하다.
- 9월 18일 - 대한민국의 여자가수 아이유가 데뷔하였다.
- 10월 10일 - 서울특별시 송파구 잠실 종합 운동장 일원 및 서울 도심에서 서울 디자인 올림픽이 열림(~10월 30일)
- 10월 17일 - 부산광역시 수영구 광안리 해수욕장 일원에서 제4회 부산불꽃축제가 열림(~10월 18일)
- 10월 28일 - 동화약품 111년 상징 '부채표' 새단장하다.
- 10월 30일 - 메이저 리그 베이스볼 월드 시리즈 5차전에서 필라델피아 필리스가 탬파베이 레이스를 4대 3으로 꺾고 시리즈 전적 4승 1패로 1980년 이후 28년만에 통산 2번째 우승을 달성하였다.
- 10월 31일 - KBO 리그 KBO 한국시리즈 5차전에서 SSG 랜더스가 두산 베어스를 2대 0으로 꺾고 시리즈 전적 4승 1패로 통산 2번째 우승을 달성하였다. 2007년 한국시리즈에 이은 2연패이다.
- 11월 9일 - 일본 프로 야구 일본 시리즈 7차전이 열린 도쿄돔에서 사이타마 세이부 라이온스가 요미우리 자이언츠를 꺾으며 4승 3패의 성적을 기록, 2004년 이후 4년만에 통산 13번째 우승을 달성했다.
- 11월 13일 - 대한민국, 2009학년도 대학수학능력시험을 실시하다.
- 11월 28일 - 남북관계가 나빠지면서 경의선 문산~봉동간 화물열차의 운행이 중단되었다.
- 11월 30일 - 일본 신칸센 0계 전동차가 고다마 659호(오카야마발 하카타)운행을 끝으로 산요 신칸센에서 완전히 은퇴하였다.
- 12월 1일
  - 대한민국의 장항선 홍성역과 신성역이 신역사로 이전. (홍성역 구역사는 신역사 진입로를 확보하기 위해 철거됨.)
  - 대한민국의 영어라디오 tbs eFM이 개국.
- 12월 2일 - BBS불교방송 텔레비전 방송 개국.
- 12월 10일 - 대한민국 방송통신위원회는 2009년 4월부터 국산 모바일 플랫폼 위피(WIPI)의 휴대전화 탑재화 의무를 금지하기로 했다.
- 12월 11일 - FIFA 클럽 월드컵 2008이 개막했다. (우승 팀:잉글랜드 맨체스터 유나이티드)
- 12월 14일 - 일본, 신칸센 0계 전동차가 하카타발 신오사카행 히카리 347호를 마지막으로 산요 신칸센에서 완전히 은퇴하다.
- 12월 15일 - 대한민국의 수도권 전철 1호선이 천안역 ~ 신창역까지 개통되었다.
- 12월 22일 - 운전면허학과시험이 50문제에서 40문제(1종:70점이상, 2종:60점이상)로 변경되었다.
- 12월 27일 - KBS 연예대상에서 강호동이 대상을 수상하였다.
- 12월 29일
  - 대한민국 수도권 전철 중앙선(현 수도권 전철 경의중앙선)이 팔당역에서 국수역까지 개통되었다.
  - 동해고속도로 해운대 나들목 ~ 울산 분기점 구간이 개통되었다.
  - 적벽 대전 1800주년.
  - 창원시 600주년.
  - MBC 방송연예대상에서 강호동이 대상을 수상하였다.
- 12월 30일
  - SBS 연예대상에서 유재석이 대상을 수상하였다.
  - MBC 연기대상은 김명민, 송승헌이 공동 대상을 수상하였다.
- 12월 31일
  - KBS 연기대상은 김혜자가 대상을 수상하였다.
  - SBS 연기대상은 문근영이 대상수상하였다.

## 탄생

### 1월
- 1월 4일 - 브라질의 스케이드보드 선수 하이사 레아우.
- 1월 8일 - 대한민국의 가수 곽연지.
- 1월 11일 - 대한민국의 배우 김시은.
- 1월 20일 - 대한민국의 포스트 포철고 제라드 구도현.
- 1월 25일 - 일본의 아이돌 하타케야마 노조미.
- 1월 27일 - 일본의 아이돌 야다 모에카.
- 1월 28일 - 대한민국의 가수 류영채.

### 2월
- 2월 1일 - 대한민국의 배우 겸 모델 박이사야.
- 2월 11일 - 대한민국의 가수 박보은.
- 2월 14일 - 대한민국의 유튜버 이유리.
- 2월 23일 - 대한민국의 배우 홍은택.
- 2월 24일 - 대한민국의 배우 강지석.

### 3월
- 3월 6일
  - 대한민국의 배우 김하유.
  - 대한민국의 배우 박효제.
- 3월 8일 - 대한민국의 가수 겸 국악인 이소원.
- 3월 19일 - 대한민국의 피겨 스케이팅 선수 신지아.
- 3월 20일 - 대한민국의 가수 선유.

### 4월
- 4월 15일 - 대한민국의 배우 최명빈.
- 4월 16일 - 벨기에의 국왕 필리프의 딸 벨기에 공주 엘레오노르.
- 4월 21일 - 대한민국의 가수 혜인.
- 4월 29일 - 대한민국의 가수 최다솔.

### 5월
- 5월 1일 - 대한민국의 배우 최승훈.
- 5월 3일 - 팔레스타인의 소녀 힌드 라잡. (~2024년)
- 5월 6일
  - 대한민국의 배우 김시아.
  - 대만의 가수 조니&요니.
- 5월 8일 - 대한민국의 배우 최현진.
- 5월 15일 - 대한민국의 가수 김다빈.
- 5월 16일 - 대한민국의 배우 정문영, 정인영.
- 5월 29일 - 대한민국의 배우 강지우.

### 6월
- 6월 10일 - 독일의 배우 헬레나 쳉겔.

### 7월
- 7월 7일 - 영국의 스케이트보드 선수 스카이 브라운.
- 7월 8일
  - 대한민국의 스노보드 선수 김건희.
  - 대한민국의 스노보드 선수 이지오.
  - 일본의 가수 유미게타 아코.
- 7월 9일 - 대한민국의 가수 정서주.
- 7월 11일 - 일본의 아이돌 마루야마 히나타.

### 8월
- 8월 23일 - 대한민국의 뮤지컬 배우 안소명.
- 8월 26일 - 일본의 스케이트보드 선수 히라키 고코나.

### 9월
- 9월 7일 - 대한민국의 배우 레시퐁 레오.
- 9월 10일 - 대한민국의 영화배우 이다은.
- 9월 15일 - 대한민국의 배우 김규리.
- 9월 18일 - 러시아의 화제인물 고르데이 콜레소브.
- 9월 23일 - 대한민국의 야구 선수 홍화철.

### 10월
- 10월 5일 - 일본의 아이돌 모리하라 우루미.
- 10월 16일 - 대한민국의 가수, 배우 정선아.
- 10월 30일 - 대한민국의 바둑 기사 이나경.

### 11월
- 11월 1일 - 대한민국의 배우 한서진.
- 11월 3일 - 대한민국의 유튜버 윤주아.
- 11월 30일 - 대한민국의 배우 송준희.

### 12월
- 12월 4일 - 대한민국의 배우 김지안
- 12월 23일 - 대한민국의 배우 조예린.
- 12월 25일 - 대한민국의 배우 강다연.

### 미상
- 대한민국의 쇼트트랙 선수 강민지.
- 대한민국의 배우 김건.

## 사망

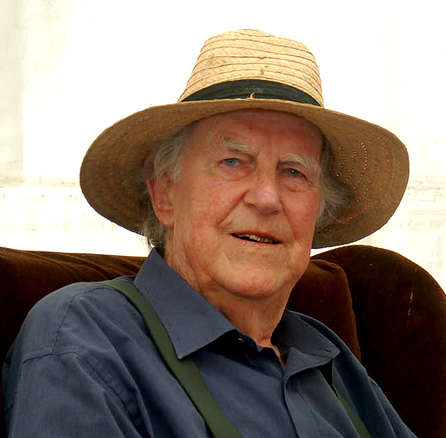
에드먼드 힐러리

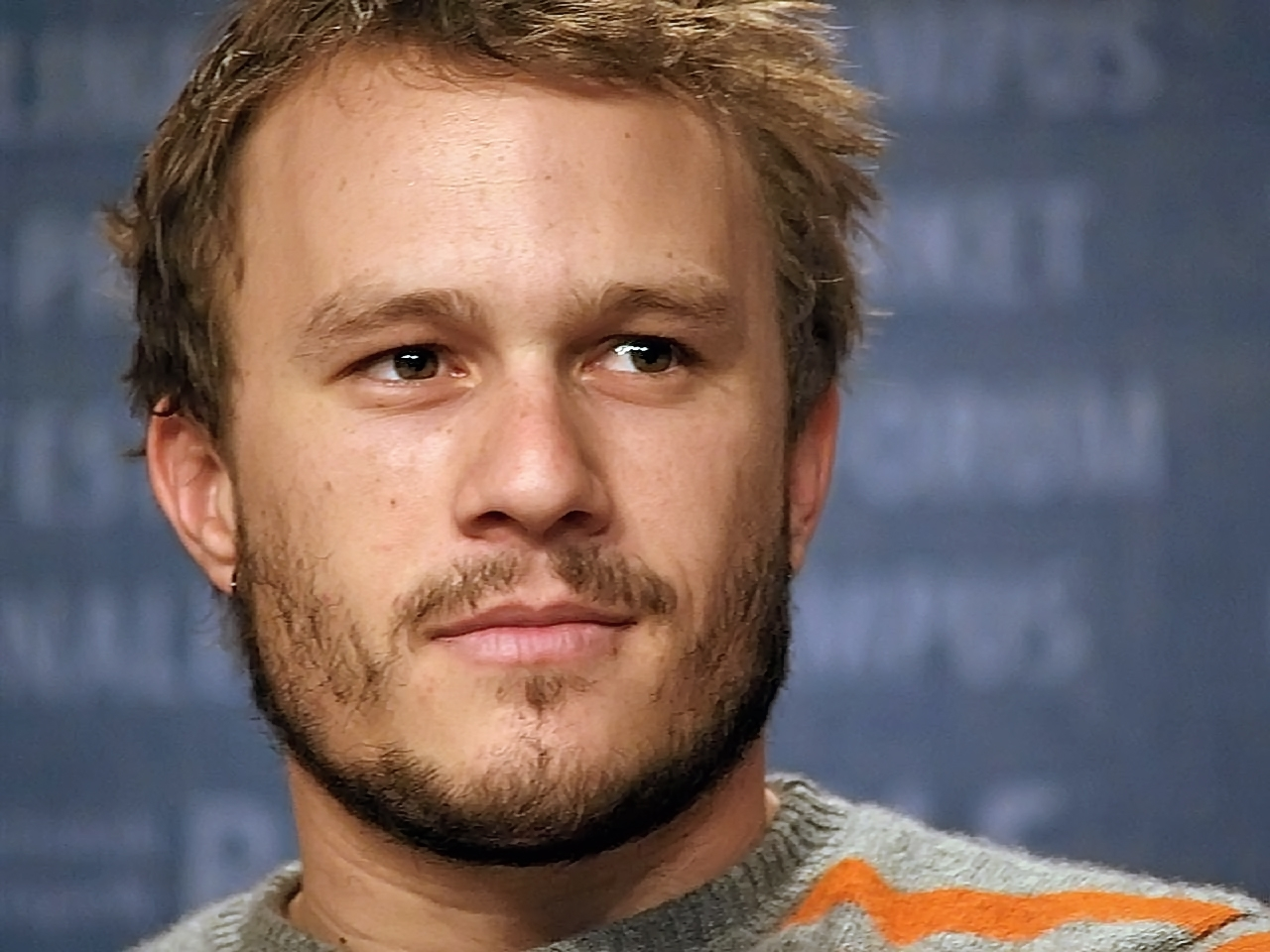
히스 레저

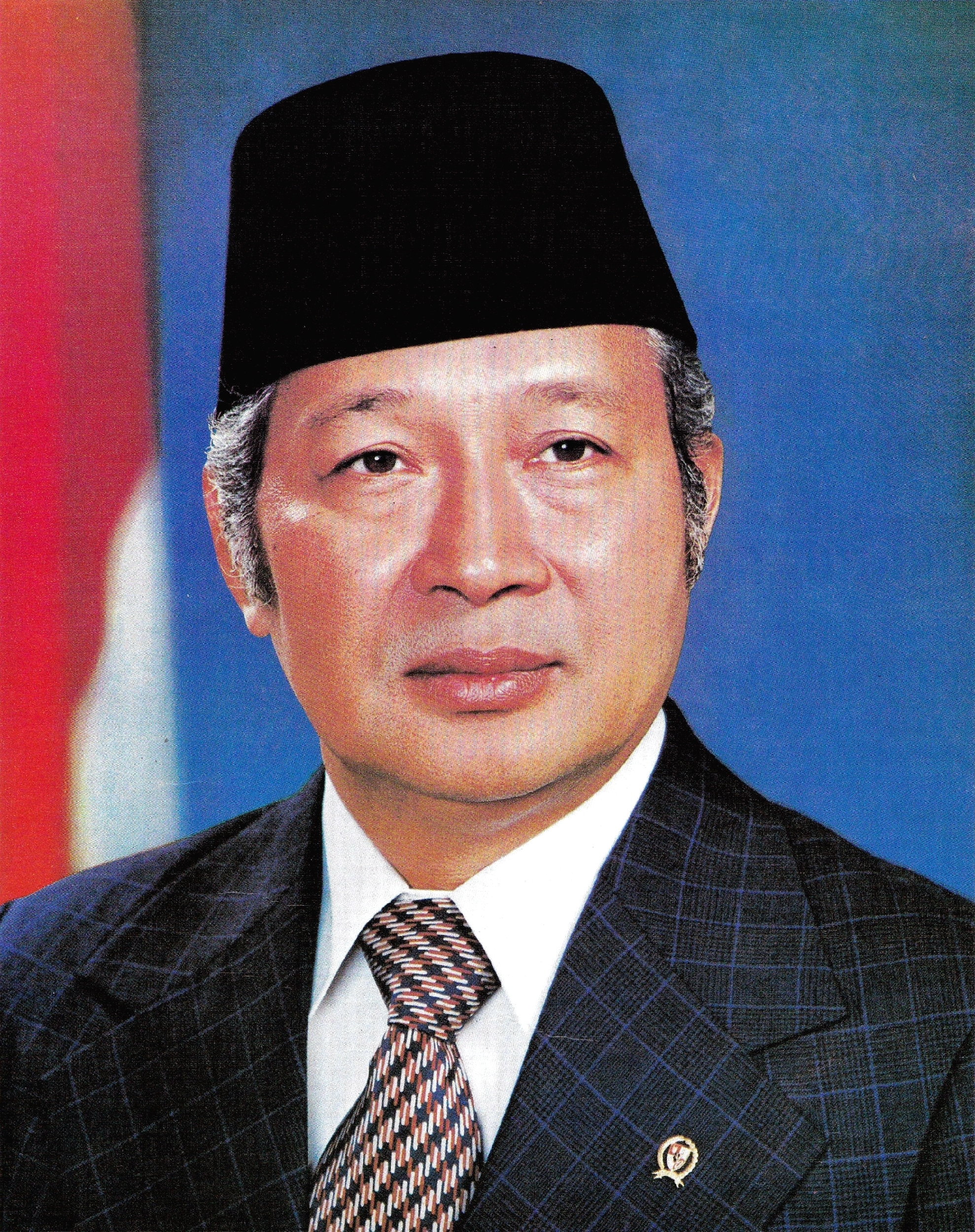
수하르토

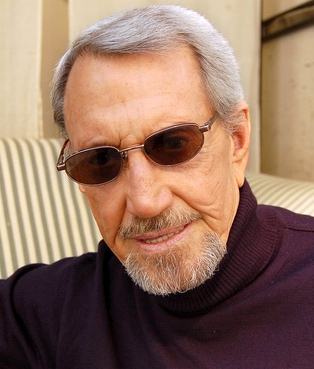
로이 샤이더

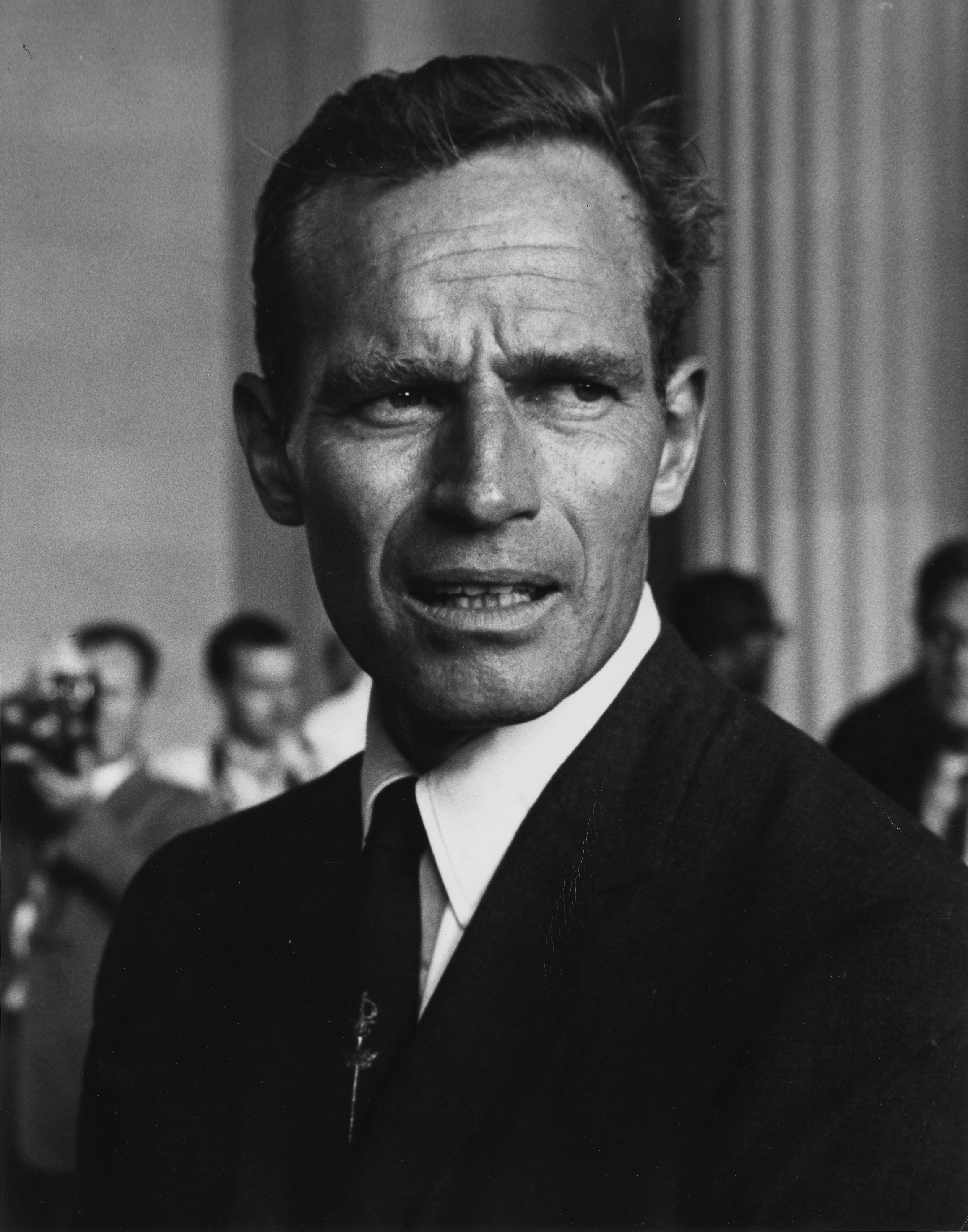
찰턴 헤스턴

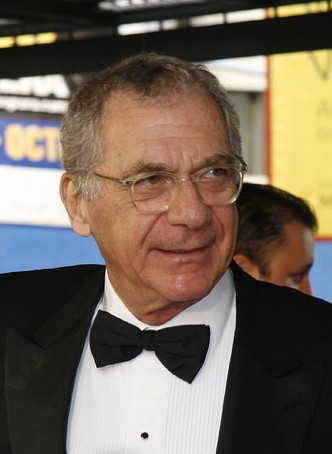
시드니 폴락

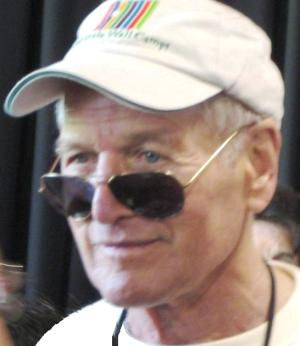
폴 뉴먼

### 1월
- 1월 7일 - 대한민국의 작곡가, 교육자, 언론인 김연준. (1914년~)
- 1월 11일 - 뉴질랜드의 산악인 에드먼드 힐러리. (1919년~)
- 1월 15일 - 미국의 배우 브래드 렌프로. (1982년~)
- 1월 17일 - 미국의 체스 선수 보비 피셔. (1943년~)
- 1월 22일 - 오스트레일리아의 배우 히스 레저. (1979년~)
- 1월 25일 - 대한민국의 음악감독, 작곡자 최창권. (1934년~)
- 1월 27일 - 인도네시아의 대통령 수하르토. (1921년~)
- 1월 29일 - 대한민국의 가수, 기업인 김창익. (1958년~)

### 2월
- 2월 5일 - 대한민국의 독립운동가 조문기. (1926년~)
- 2월 10일 - 미국의 배우 로이 샤이더. (1932년~)
- 2월 13일 - 일본의 영화감독 이치카와 곤. (1915년~)
- 2월 14일 - 대한민국의 대중음악 작곡가 이영훈. (1960년~)
- 2월 25일 - 대한민국의 언론인 김병관. (1934년~)
- 2월 29일 - 대한민국의 항공공학자 겸 대학 교수 예비역 대한민국 공군 소령 장극. (1913년~)

### 3월
- 3월 5일 - 대한민국의 국악인 성경린. (1911년~)
- 3월 10일 - 대한민국의 야구선수·사업가 이호성. (1967년~)
- 3월 12일 - 독일의 배우 에르빈 게쇼네크. (1905년~)
- 3월 19일 - 영국의 작가 아서 C. 클라크. (1917년~)
- 3월 31일 - 미국의 영화감독 줄스 다신. (1911년~)

### 4월
- 4월 2일 - 대한민국의 가수 터틀맨. (거북이) (1970년~)
- 4월 5일 - 미국의 영화배우 찰턴 헤스턴. (1923년~)
- 4월 29일 - 대한민국의 가수 김민수. (먼데이 키즈) (1985년~)

### 5월
- 5월 3일 - 대한민국의 영어 학원인 이익훈. (1947년~)
- 5월 5일 - 대한민국의 작가, 소설가 박경리. (1926년~)
- 5월 26일 - 미국의 영화 감독 시드니 폴락. (1934년~)

### 6월
- 6월 1일 - 프랑스의 패션 디자이너 이브 생로랑. (1936년~)
- 6월 2일 - 일본의 축구 선수, 축구 지도자 나가누마 겐. (1930년~)
- 6월 17일 - 일본의 범죄자, 연쇄살인마 미야자키 쓰토무. (1962년~)
- 6월 22일 - 미국의 희극인, 영화배우 조지 칼린. (1937년~)

### 7월
- 7월 13일 - 폴란드의 역사가, 정치인 브로니스와프 게레메크. (1932년~)
- 7월 31일 - 대한민국의 소설가 이청준. (1939년~)

### 8월
- 8월 3일 - 러시아의 소설가, 극작가, 역사학자 알렉산드르 솔제니친. (1918년~)
- 8월 9일 - 미국의 배우 겸 희극인 버니 맥. (1958년~)
- 8월 10일 - 미국의 음악가 겸 배우 아이작 헤이스. (1942년~)
- 8월 13일 - 미국의 배우 샌디 앨런. (1955년~)
- 8월 20일 - 중화인민공화국의 정치인 화궈펑. (1921년~)
- 8월 21일 - 대한민국의 모델 겸 배우 이언. (1981년~)
- 8월 22일 - 대한민국의 배우 안재환. (1972년~)

### 9월
- 9월 26일 - 미국의 배우 폴 뉴먼. (1925년~)

### 10월
- 10월 2일 - 대한민국의 배우 최진실. (1968년~)
- 10월 8일 - 프랑스 최후의 사형집행인 마르셀 슈발리에. (1921년~)
- 10월 11일 - 오스트리아의 정치인 외르크 하이더. (1950년~)
- 10월 28일 - 조선민주주의인민공화국의 정치인 박성철. (1913년~)

### 11월
- 11월 15일 - 대한민국의 성우 최병상. (1957년~)
- 11월 30일 - 대한민국의 가수 장현. (1945년~)

### 12월
- 12월 1일 - 대한민국의 가수 이서현. (엠스트리트) (1979년~)
- 12월 5일 - 러시아의 러시아 정교 총 대주교 알렉세이 2세. (1929년~)
- 12월 15일 - 대한민국의 배우 박광정. (1962년~)
- 12월 22일 - 기니의 제5~8대 대통령 란사나 콩테. (1934년~)
- 12월 24일 - 일본의 포르노 배우 이지마 아이. (1972년~)

## 노벨상
- 경제학상: 폴 크루그먼 (미국)
- 문학상: 장마리 귀스타브 르 클레지오 (프랑스)
- 물리학상: 고바야시 마코토·마스카와 도시히데·난부 요이치로 (일본)
- 생리학 및 의학상: 하랄트 주어 하우젠 (독일)·프랑수아 바르 시누시·뤽 몽타뉘에 (프랑스)
- 평화상: 마르티 아티사리 (핀란드)
- 화학상: 마틴 첼피·로저 첸 (미국), 시모무라 오사무 (일본)

## 80회아카데미상수상
- 작품상: 노인을 위한 나라는 없다
- 감독상: 코언 형제(노인을 위한 나라는 없다)
- 남우주연상: 다니엘 데이 루이스(데어 윌 비 블러드)
- 여우주연상: 마리온 코틸라르(라비앙 로즈)
- 남우조연상: 하비에르 바르뎀(노인을 위한 나라는 없다)
- 여우조연상: 틸다 스윈튼(마이클 클레이튼)

## 달력
| 1월 |    |    |    |    |    |    |
| 일  | 월 | 화 | 수 | 목 | 금 | 토 |
|     |    | 1  | 2  | 3  | 4  | 5  |
| 6   | 7  | 8  | 9  | 10 | 11 | 12 |
| 13  | 14 | 15 | 16 | 17 | 18 | 19 |
| 20  | 21 | 22 | 23 | 24 | 25 | 26 |
| 27  | 28 | 29 | 30 | 31 |    |    |

| 2월 |    |    |    |    |    |    |
| 일  | 월 | 화 | 수 | 목 | 금 | 토 |
|     |    |    |    |    | 1  | 2  |
| 3   | 4  | 5  | 6  | 7  | 8  | 9  |
| 10  | 11 | 12 | 13 | 14 | 15 | 16 |
| 17  | 18 | 19 | 20 | 21 | 22 | 23 |
| 24  | 25 | 26 | 27 | 28 | 29 |    |

| 3월 |    |    |    |    |    |    |
| 일  | 월 | 화 | 수 | 목 | 금 | 토 |
|     |    |    |    |    |    | 1  |
| 2   | 3  | 4  | 5  | 6  | 7  | 8  |
| 9   | 10 | 11 | 12 | 13 | 14 | 15 |
| 16  | 17 | 18 | 19 | 20 | 21 | 22 |
| 23  | 24 | 25 | 26 | 27 | 28 | 29 |
| 30  | 31 |    |    |    |    |    |

| 4월 |    |    |    |    |    |    |
| 일  | 월 | 화 | 수 | 목 | 금 | 토 |
|     |    | 1  | 2  | 3  | 4  | 5  |
| 6   | 7  | 8  | 9  | 10 | 11 | 12 |
| 13  | 14 | 15 | 16 | 17 | 18 | 19 |
| 20  | 21 | 22 | 23 | 24 | 25 | 26 |
| 27  | 28 | 29 | 30 |    |    |    |

| 5월 |    |    |    |    |    |    |
| 일  | 월 | 화 | 수 | 목 | 금 | 토 |
|     |    |    |    | 1  | 2  | 3  |
| 4   | 5  | 6  | 7  | 8  | 9  | 10 |
| 11  | 12 | 13 | 14 | 15 | 16 | 17 |
| 18  | 19 | 20 | 21 | 22 | 23 | 24 |
| 25  | 26 | 27 | 28 | 29 | 30 | 31 |

| 6월 |    |    |    |    |    |    |
| 일  | 월 | 화 | 수 | 목 | 금 | 토 |
| 1   | 2  | 3  | 4  | 5  | 6  | 7  |
| 8   | 9  | 10 | 11 | 12 | 13 | 14 |
| 15  | 16 | 17 | 18 | 19 | 20 | 21 |
| 22  | 23 | 24 | 25 | 26 | 27 | 28 |
| 29  | 30 |    |    |    |    |    |

| 7월 |    |    |    |    |    |    |
| 일  | 월 | 화 | 수 | 목 | 금 | 토 |
|     |    | 1  | 2  | 3  | 4  | 5  |
| 6   | 7  | 8  | 9  | 10 | 11 | 12 |
| 13  | 14 | 15 | 16 | 17 | 18 | 19 |
| 20  | 21 | 22 | 23 | 24 | 25 | 26 |
| 27  | 28 | 29 | 30 | 31 |    |    |

| 8월 |    |    |    |    |    |    |
| 일  | 월 | 화 | 수 | 목 | 금 | 토 |
|     |    |    |    |    | 1  | 2  |
| 3   | 4  | 5  | 6  | 7  | 8  | 9  |
| 10  | 11 | 12 | 13 | 14 | 15 | 16 |
| 17  | 18 | 19 | 20 | 21 | 22 | 23 |
| 24  | 25 | 26 | 27 | 28 | 29 | 30 |
| 31  |    |    |    |    |    |    |

| 9월 |    |    |    |    |    |    |
| 일  | 월 | 화 | 수 | 목 | 금 | 토 |
|     | 1  | 2  | 3  | 4  | 5  | 6  |
| 7   | 8  | 9  | 10 | 11 | 12 | 13 |
| 14  | 15 | 16 | 17 | 18 | 19 | 20 |
| 21  | 22 | 23 | 24 | 25 | 26 | 27 |
| 28  | 29 | 30 |    |    |    |    |

| 10월 |    |    |    |    |    |    |
| 일   | 월 | 화 | 수 | 목 | 금 | 토 |
|      |    |    | 1  | 2  | 3  | 4  |
| 5    | 6  | 7  | 8  | 9  | 10 | 11 |
| 12   | 13 | 14 | 15 | 16 | 17 | 18 |
| 19   | 20 | 21 | 22 | 23 | 24 | 25 |
| 26   | 27 | 28 | 29 | 30 | 31 |    |

| 11월 |    |    |    |    |    |    |
| 일   | 월 | 화 | 수 | 목 | 금 | 토 |
|      |    |    |    |    |    | 1  |
| 2    | 3  | 4  | 5  | 6  | 7  | 8  |
| 9    | 10 | 11 | 12 | 13 | 14 | 15 |
| 16   | 17 | 18 | 19 | 20 | 21 | 22 |
| 23   | 24 | 25 | 26 | 27 | 28 | 29 |
| 30   |    |    |    |    |    |    |

| 12월 |    |    |    |    |    |    |
| 일   | 월 | 화 | 수 | 목 | 금 | 토 |
|      | 1  | 2  | 3  | 4  | 5  | 6  |
| 7    | 8  | 9  | 10 | 11 | 12 | 13 |
| 14   | 15 | 16 | 17 | 18 | 19 | 20 |
| 21   | 22 | 23 | 24 | 25 | 26 | 27 |
| 28   | 29 | 30 | 31 |    |    |    |

### 음양력 대조 일람
| 음력월 | 월건 | 대소 | 음력 1일의 양력 월일 | 음력 1일 간지 |
| ------ | ---- | ---- | -------------------- | ------------- |
| 1월    | 갑인 | 대   | 2월 7일              | 정축          |
| 2월    | 을묘 | 소   | 3월 8일              | 정미          |
| 3월    | 병진 | 소   | 4월 6일              | 병자          |
| 4월    | 정사 | 대   | 5월 5일              | 을사          |
| 5월    | 무오 | 소   | 6월 4일              | 을해          |
| 6월    | 기미 | 소   | 7월 3일              | 갑진          |
| 7월    | 경신 | 대   | 8월 1일              | 계유          |
| 8월    | 신유 | 소   | 8월 31일             | 계묘          |
| 9월    | 임술 | 대   | 9월 29일             | 임신          |
| 10월   | 계해 | 대   | 10월 29일            | 임인          |
| 11월   | 갑자 | 소   | 11월 28일            | 임신          |
| 12월   | 을축 | 대   | 12월 27일            | 신축          |

### 연휴
- 2007년 12월 29일 (토) ~ 1월 1일 (화) - 새해 첫날 징검다리 연휴 (4일)
- 2월 6일 (수) ~ 2월 10일 (일) - 설날 연휴 (5일)
- 5월 1일 (목) ~ 5월 5일 (월) - 노동절·어린이날 징검다리 연휴 (5일)
- 5월 10일 (토) ~ 5월 12일 (월) - 부처님 오신 날 연휴 (3일)
- 6월 6일 (금) ~ 6월 8일 (일) - 현충일 연휴 (3일)
- 8월 15일 (금) ~ 8월 17일 (일) - 광복절 연휴 (3일)
- 9월 13일 (토) ~ 9월 15일 (월) - 추석 연휴 (3일)
- 10월 3일 (금) ~ 10월 5일 (일) - 개천절 연휴 (3일)
- 12월 25일 (목) ~ 12월 28일 (일) - 크리스마스 징검다리 연휴 (4일)